# هنری نوئل
هنری نوئل (انگلیسی: Henri Noël; ۱۱ سپتامبر ۱۹۳۷ – ۱۷ اکتبر ۲۰۲۰) بازیکن فوتبال اهل فرانسه بود.
از باشگاه‌هایی که در آن بازی کرده‌است می‌توان به باشگاه فوتبال نیم المپیک اشاره کرد.